# Kerkidas
Kerkidas von Megalopolis (altgriechisch Κερκιδᾶς ὁ Μεγαλοπολίτης Kerkidás ho Megalopolítēs) war ein griechischer Schriftsteller, Gesetzgeber, Politiker und Feldherr. Er stammte aus Megalopolis und war nach 240 v. Chr. tätig.
Von den Schriften des Kerkidas ist Meliamben teilweise erhalten. Darüber hinaus informieren einige antike Berichte über sein Leben und Werk. Gelegentlich wird er der philosophischen Tradition des Kynismus zugerechnet.

## Leben
Kerkidas entstammte einer reichen Familie, die in Gastfreundschaft mit Kleinias von Sikyon verbunden war. Er selbst diente seinem Sohn, dem Staatsmann des Achäischen Bundes Aratos von Sikyon 226 v. Chr. als Botschafter in einer heiklen diplomatischen Mission am Hof des Königs von Makedonien. Kerkidas war auch als Politiker und Offizier tätig und kommandierte im Jahr 222 v. Chr. die Infanterie seiner Stadt in der Schlacht von Sellasia. Wahrscheinlich im Jahr 217 v. Chr. reformierte er gemeinsam mit Aratos die Verfassung von Megalopolis, wobei er besonderen Wert auf angemessene Bildung legte und das Studium der Ilias von Homer vorschrieb.
Kerkidas gilt als moderater Vertreter kynischen Gedankenguts. Als Indizien dafür werden etwa sein Lob des Kynikers Diogenes von Sinope und der Anspruchslosigkeit sowie seine kritische Haltung zur traditionellen Religion genannt.

## Identität
Klaus Döring plädierte 1998 dafür, zwei verschiedene Personen namens Kerkidas von Megalopolis anzunehmen, von denen einer Schriftsteller in der Tradition der kynischen Gedankenguts gewesen sei, die andere ein Gesetzgeber, Politiker und Feldherr. Seine These beruht auf der Annahme der Unvereinbarkeit des Kynismus mit den Tätigkeiten eines Gesetzgebers, Politikers und Feldherrn. Diese These hat indes nur wenig Anklang gefunden, und die meisten Wissenschaftler gehen heute davon aus, dass die verstreuten Nachrichten über Kerkidas sich alle auf die gleiche Person beziehen, mit Ausnahme einer Nennung bei Demosthenes, der möglicherweise einen Vorfahren aus dem 4. Jhdt. v. Chr. im Blick hatte.

## Werk
Von der Schrift Meliamben sind größere Teile auf einem Papyrus aus dem 2. Jahrhundert erhalten. Die Beschriftung einer Papyrusrolle lautet „Meliamben des Kynikers Kerkidas“ (Κερκίδα Κυνὸς Μελίαμβοι). In dieser Schrift wendet sich Kerkidas in typisch kynischer Art gegen den Luxus. Er fragt danach, warum Gott das nutzlos verströmende Geld des „Geldsackes Xenon“ nicht dem gibt, der es am nötigsten hat und es mit einem anderen teilt. Er beklagt, dass Menschen aus jedem Stein tollkühnen Gewinn schlagen wollten und jeder nach einem Revier jage, das er ausplündern könne. Er propagierte einen einfachen Lebensstil, der auf Ehrfurcht, Rechtlichkeit und Mäßigung beruhte.

## Textausgaben und Übersetzungen
- Georg Luck (Hrsg.): Die Weisheit der Hunde. Texte der antiken Kyniker in deutscher Übersetzung mit Erläuterungen (= Kröners Taschenausgabe. Band 484). Kröner, Stuttgart 1997, ISBN 3-520-48401-3, S. 250–255.
- Liana Lomiento: Cercidas. Testimonia et fragmenta. Rom 1993 (mit italienischer Übersetzung, Kommentar und Bibliographie)